# Barri Szarki
Barri Szarki (arab. بري شرقي) – miasto w Syrii, w muhafazie Hama. Siedziba poddydtryktu Barri Szarki.
W 2004 roku liczyło 4172 mieszkańców.